# Helmbach (Elmstein)

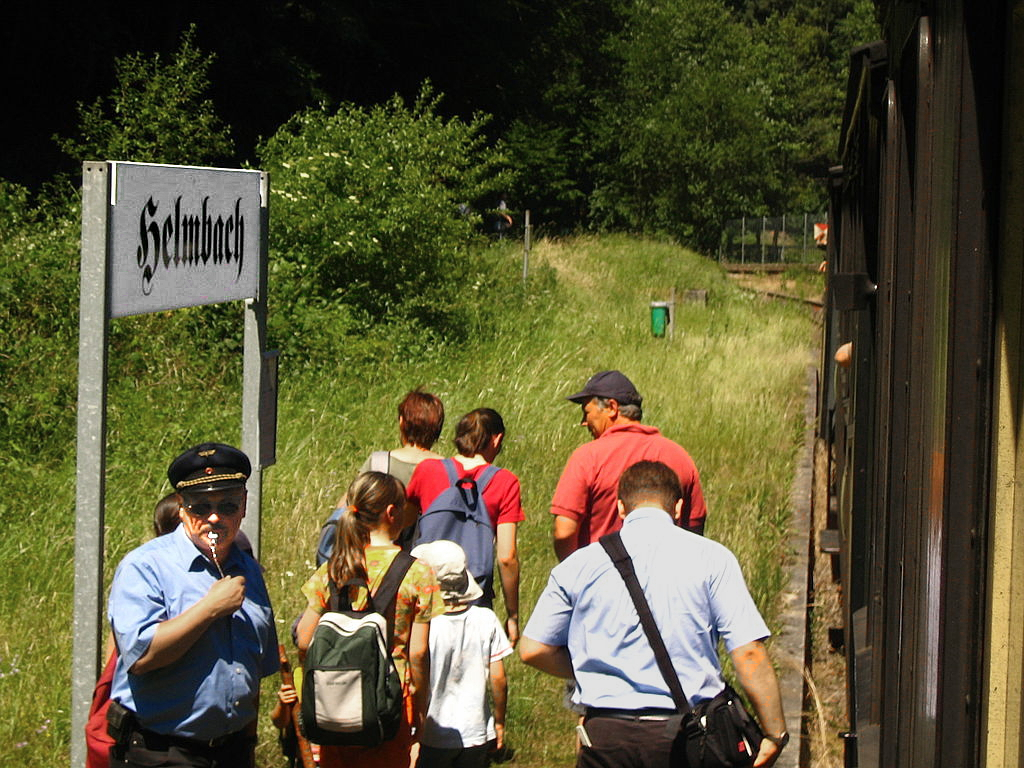
Haltepunkt Helmbach am Kuckucksbähnel

Helmbach – früher Helmbacher neue Sägmühle genannt – ist ein Weiler, der zur im rheinland-pfälzischen Landkreis Bad Dürkheim gelegenen Ortsgemeinde Elmstein gehört. 

## Lage
Er befindet sich etwa drei Kilometer östlich des Kernortes mitten im Pfälzerwald an der Gemarkungsgrenze zu Esthal und zum Kirrweiler Wald; bei letzterem handelt es sich um eine Exklave der zum Landkreis Südliche Weinstraße gehörenden Ortsgemeinde Kirrweiler. Auf seiner Höhe mündet der namensgebende Helmbach in den Speyerbach. Rund einen Kilometer südlich befinden sich das Forsthaus Helmbach sowie der Helmbachweiher, zwei Kilometer östlich liegt der zu Esthal gehörende Weiler Breitenstein. In unmittelbarer Nähe des Ortes befindet sich mit der Felsgruppe „Hölle“ außerdem ein Naturdenkmal.

## Geschichte
Helmbach, das lediglich aus einigen wenigen Häusern besteht, wurde 1702 erstmals nachgewiesen. 1928 hatte der damals Helmbacher neue Sägmühle genannte Ort 44 Einwohner, die in acht Wohngebäuden lebten. Sowohl die Katholiken als auch die Protestanten gehörten seinerzeit zur Pfarrei von Elmstein.

## Verkehr

### Schienenverkehr
1909 erhielt der Ort durch die Eröffnung des Kuckucksbähnels Lambrecht–Elmstein Anschluss an das Eisenbahnnetz. 1960 wurde der dortige Personenverkehr, der aufgrund der dünnen Besiedlung stets eine untergeordnete Rolle gespielt hatte, eingestellt. Der heutige Betriebsbahnhof Helmbach befindet sich beim Streckenkilometer 9,18. Er hat ein Nebengleis, das aus Richtung Lambrecht angebunden ist. Während der Zeit der Bayerischen Staatseisenbahnen hieß er Helmbacher Sägemühle und war als Stationstyp 2 geführt, was bedeutete, dass er „Personen-, Gepäck- und Eilgut-Verkehr“ aufwies. Der damalige Bahnsteig befand sich zwischen dem Bahnübergang der nach Süden führenden Straße und der bis heute vorhandenen Weiche 104. Im Güterverkehr spielte die Holzverladung eine große Rolle, weshalb der Bahnhof mit fünf Weichen, zwei Seiten- und einer Kopframpe ausgestattet war. Darüber hinaus besaß er zwei Ladegleise, von denen eines aus beiden Richtungen an das Streckengleis angebunden war. Der jetzige Bahnsteig befindet sich auf Höhe des Nebengleises.

### Straßenverkehr
Durch Helmbach verläuft die Landesstraße 499, die den Ort mit Waldfischbach-Burgalben sowie mit Frankeneck verbindet. Von dieser zweigt die Kreisstraße 18 nach Süden ab, die zur Hornesselwiese führt. Zudem ist der Ort über die Buslinie 517 des Verkehrsverbundes Rhein-Neckar, die ihn mit dem Neustadt an der Weinstraße, Lambrecht (Pfalz) und Iggelbach verbindet, an den Nahverkehr angeschlossen.

## Tourismus
Helmbach liegt am Fernwanderweg Saar-Rhein-Main.

## Wirtschaft
Hauptwirtschaftszweig stellt die Sägeindustrie dar. Ein vor Ort ansässiges Unternehmen aus dieser Branche stellte die 2007 aufgelöste Firma J. Seeber & Sohn GmbH & Co. KG dar, die seit 1872 existierte.